# Concise Encyclopedia of the Original Literature of Esperanto 1887-2007
Concise Encyclopedia of the Original Literature of Esperanto 1887-2007 (з англ. Коротка енциклопедія оригінальної літератури мовою есперанто) — англомовна енциклопедія укладена англійський фіологом Geoffrey Sutton що включає більше 300 статей про найвідоміших авторів зі всіх куточків світу що писали прозу та поезію мовою есперанто, а також розкриває весь період розвитку есперанто-літератури з 1887 до 2007 років. Видавництво: Mondial. Видано в: Нью-Йорк (США), 2008 рік.  Сторінок: 728. ISBN 978-1-59569-090-6.